# Eben E. Rexford
Eben Eugene Rexford (ur. 1848, zm. 1916) – amerykański prozaik i poeta, znany jako autor popularnych książek o ogrodnictwie. Urodził się w mieście Johnsburg w Warren County w stanie Nowy Jork 16 lipca 1848. Jego rodzicami byli Jabez Burrows Rexford i jego żona Rebecca Wilcox. Kiedy autor miał 8 lat, rodzina przeniosła się do Ellington w pobliżu Shiocton w stanie Wisconsin. Wcześnie zaczął pisać. Kiedy miał 15 lat zadebiutował w New York Weekly wierszem zatytułowanym To My Wife. W latach 1865–1866 uczył w szkole. Trzy kolejne lata spędził w Lawrence College w Appleton w Wisconsin. W czasie studiów napisał swój najpopularniejszy wiersz, Silver Threads among the Gold. Po studiach próbował utrzymać się z pisania, choć przez pewien czas był naczelnikiem wiejskiej poczty. W 1890 ożenił się z Harriet Bauman Harsh. Publikował szkice  i wiersze w licznych czasopismach, jak Saturday Journal, Banner Weekly, Ladies’ Home Journal, Youth’s Companion, Harpers Young People, Chicago Ledger, Lippincott’s Magazine, Outlook, Independent, Congregationalist, Frank Leslie’s Popular Monthly i Golden Days. W 1885 zainteresował się ogrodnictwem. Jest autorem kilku opracowań z tej dziedziny, w tym Grandmother’s Garden (1887), Home Floriculture (1888) i The Swamp Secret (1897). Zmarł na tyfus w szpitalu w Green Bay w Wisconsin, 16 października 1916.